# أرخبيل غوايتيكاس
أرخبيل غوايتيكاس هو أرخبيل في إقليم آيسن التابع لتشيلي. يتكون الأرخبيل من ثماني جزر رئيسة والعديد من الجزر الأصغر. تقع أكبر ثماني جزر من الشمال الغربي إلى الجنوب الشرقي: غران غوايتيكا وآيسنسيون و Betecoy و Clotilde و Leucayec و Elvira و Sánchez و Mulchey. تضاريس الجزر منخفضة مقارنة بجبال الأنديز، حيث تحتوي غران غوايتيكا على أعلى نقطة في الأرخبيل عند 369 م.

## المناخ والغطاء النباتي
| مخطط المناخ جزر غوايتيكاس | مخطط المناخ جزر غوايتيكاس | مخطط المناخ جزر غوايتيكاس | مخطط المناخ جزر غوايتيكاس | مخطط المناخ جزر غوايتيكاس | مخطط المناخ جزر غوايتيكاس | مخطط المناخ جزر غوايتيكاس | مخطط المناخ جزر غوايتيكاس | مخطط المناخ جزر غوايتيكاس | مخطط المناخ جزر غوايتيكاس | مخطط المناخ جزر غوايتيكاس | مخطط المناخ جزر غوايتيكاس |
| --- | ------------------------- | ------------------------- | ------------------------- | ------------------------- | ------------------------- | ------------------------- | ------------------------- | ------------------------- | ------------------------- | ------------------------- | ------------------------- |
| 01 | 02                        | 03                        | 04                        | 05                        | 06                        | 07                        | 08                        | 09                        | 10                        | 11                        | 12                        |
| 119 12 7 | 117 12 8                  | 91 11 7                   | 153 8 5                   | 229 7 3                   | 280 6 2                   | 207 4 1                   | 272 6 4                   | 162 6 3                   | 132 9 4                   | 108 11 4                  | 131 11 7                  |
| متوسط درجة-الحرارة °س مجاميع الهطل مم |                           |                           |                           |                           |                           |                           |                           |                           |                           |                           |                           |
| بالوحدات الإنكليزية \| 01 \| 02 \| 03 \| 04 \| 05 \| 06 \| 07 \| 08 \| 09 \| 10 \| 11 \| 12 \| \| 4.7 54 45 \| 4.6 54 46 \| 3.6 52 45 \| 6 46 41 \| 9 45 37 \| 11 43 36 \| 8.1 39 34 \| 11 43 39 \| 6.4 43 37 \| 5.2 48 39 \| 4.3 52 39 \| 5.2 52 45 \| \| متوسط درجة-الحرارة °ف مجاميع الهطول ″ \| \| \| \| \| \| \| \| \| \| \| \| |                           |                           |                           |                           |                           |                           |                           |                           |                           |                           |                           |
| 01 | 02                        | 03                        | 04                        | 05                        | 06                        | 07                        | 08                        | 09                        | 10                        | 11                        | 12                        |
| 4.7 54 45 | 4.6 54 46                 | 3.6 52 45                 | 6 46 41                   | 9 45 37                   | 11 43 36                  | 8.1 39 34                 | 11 43 39                  | 6.4 43 37                 | 5.2 48 39                 | 4.3 52 39                 | 5.2 52 45                 |
| متوسط درجة-الحرارة °ف مجاميع الهطول ″ |                           |                           |                           |                           |                           |                           |                           |                           |                           |                           |                           |

يتميز الأرخبيل بمناخ بحري معتدل ممطر وبارد. متوسط هطول الأمطار السنوي في Melinka هو 3173 مم. متوسط درجة الحرارة السنوية حوالي 7-9 درجة مئوية. في الفترة من سبتمبر إلى ديسمبر، أدى ارتفاع المد والجزر جنبًا إلى جنب مع العواصف إلى حدوث أمواج كبيرة تغسل الأرض لترسب الرمال والحصى على الشاطئ.

## جيولوجيا
صخر الأساس للأرخبيل متنوع. فهو في شمال غرب البلاد مصنوع من الصخور المتحولة، مثل الفيليت، الصوان المتحول والشيست الأخضر. في الجنوب الشرقي، تشكل الجرانيتات والحمم والمدملكات البركانية معظم صخر الأساس.
يحمل الأرخبيل علامات مختلفة للتعرية من الأنهار الجليدية التي غطت المنطقة مرارًا وتكرارًا خلال المليوني سنة الماضية. ومن بين هذه العلامات هي العديد من skerries من الصخر الغنمي التي تحيط الجزر الرئيسية. القنوات المختلفة بين الجزر هي المضايق التي شكلتها الأنهار الجليدية والركام الجليدي في الأرخبيل وتوجد في الغالب تحت الماء.

## روابط خارجية
- جزر تشيلي @ برنامج الأمم المتحدة للبيئة
- معلومات الجزيرة العالمية @ WorldIslandInfo.com
- نقاط عالية في جزيرة أمريكا الجنوبية فوق 1000 متر
- هواة راديو إكسبيديشن XR7T
- المكتب الهيدروغرافي للولايات المتحدة، أمريكا الجنوبية التجريبية (1916)